# Осип Дымов
О́сип Ды́мов (идиш אָסיפּ דימאָװ‎; настоящее имя Ио́сиф Исидо́рович Перельма́н, 4 [16] февраля 1878, Белосток, Российская империя — 2 февраля 1959, Нью-Йорк, США) — русский и еврейский (идиш) писатель и драматург.

## Биография
Иосиф Перельман родился 16 февраля 1878 года в городе Белостоке Гродненской губернии (ныне в Польше) в еврейской семье. Его отец Исидор (Исаак) Перельман работал счетоводом, мать Генриета Исааковна Эрлих (?—1903) преподавала в начальных классах. 
В 1889 году переехал к родственникам матери в Петербург, поступил в Лесной институт в Санкт-Петербурге, окончил его в 1902 году.
С 1892 года был сотрудником ряда журналов, в том числе «Театр и Искусство» (1900—1904), «Сигнал» (1905—1906), «Сатирикон» (с 1908), «Аполлон». Первую пьесу написал в 1903 году. Проза Дымова пользовалась широкой популярностью; его пьесы ставил Всеволод Мейерхольд. 
Псевдоним «Осип Дымов» взят из рассказа А. Чехова «Попрыгунья».
В 1913 году эмигрировал, жил в Европе, некоторое время жил в Берлине, где приобрёл известность благодаря переводу нескольких своих произведений на немецкий язык. В середине 1930-х годов уехал в США.

## Оценка творчества
Существенными элементами произведений Дымова являются описания болезни, психологического самоанализа и анализа, эротики, уныния.
— Вольфганг Казак

## Семья
- Брат — популяризатор науки Соломон-Яков Исидорович Перельман (1882—1942). Другой брат, Герман Перельман, погиб во время войны[5]. Сестра Анна (1879—1942) погибла в блокадном Ленинграде. В семье также росла младшая сестра Сора (София, Соня, 1884—?).
- Двоюродные сёстры — пианистки Евгения (Женни) Лазаревна (Львовна) Штембер (в замужестве Руманова; 1893—1939, жена А. В. Руманова) и Эмма Людвиговна (Ита Лазаревна, Львовна) Штембер (1880—?)[6][7].